# Sternopriscus wallumphilia
Sternopriscus wallumphilia är en skalbaggsart som beskrevs av Lars Hendrich och Watts 2004. Sternopriscus wallumphilia ingår i släktet Sternopriscus och familjen dykare. Inga underarter finns listade i Catalogue of Life.

## Bildgalleri

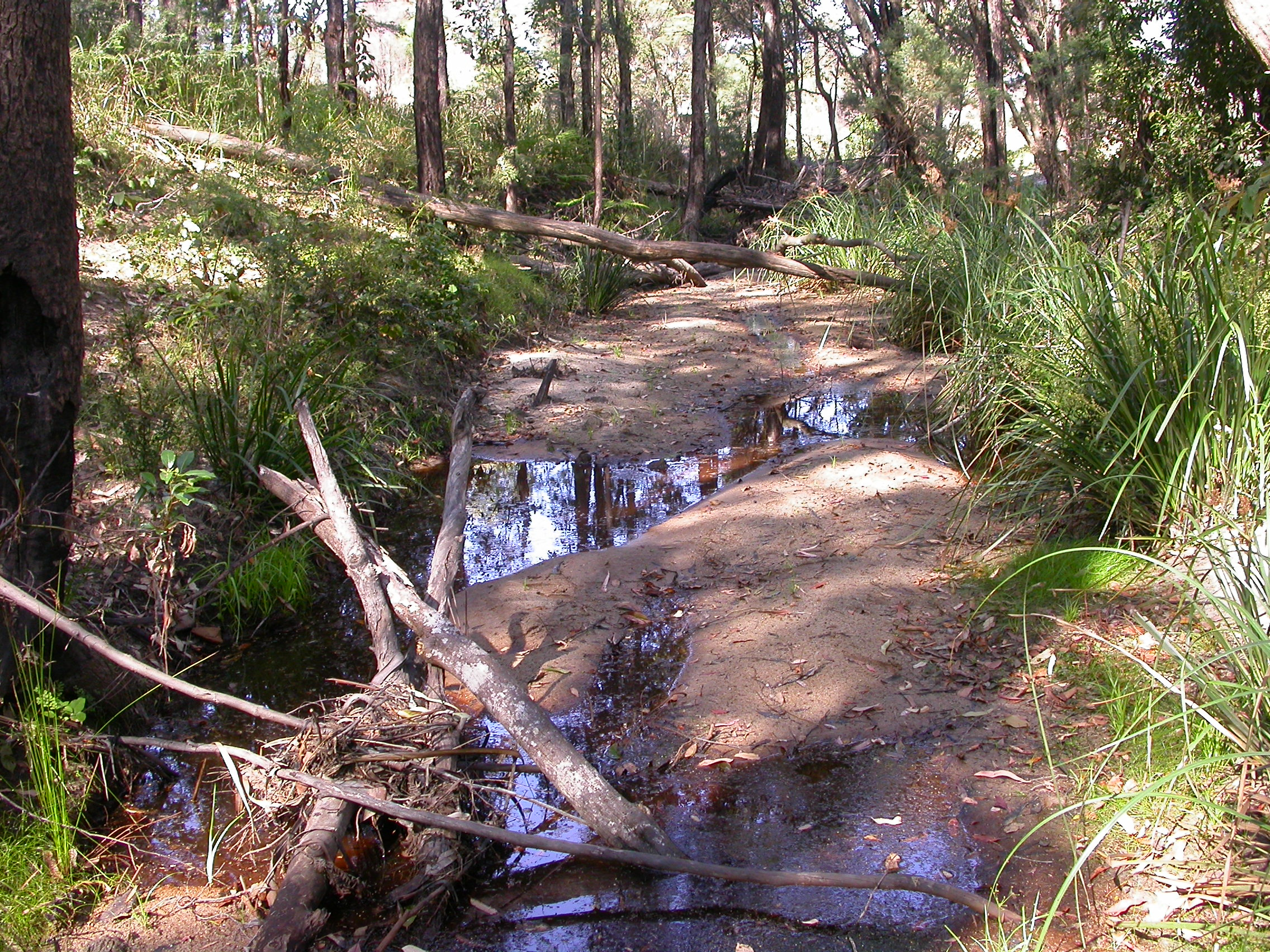